# Jorginho (fodboldspiller, født 1991)
 Der er flere personer med dette navn, se Jorginho.
Jorge Luiz Frello Filho (født 20. december 1991), kendt som Jorginho, er en brasiliansk-italiensk professionel fodboldspiller som spiller som for Premier League-klubben Arsenal og Italiens landshold.

## Klubkarriere

### Hellas Verona
Jorginho flyttede til Verona som 15-årig da han blev del af Hellas Veronas ungdomsakademi. Han blev i 2010-11 sæsonen udlejet til A.C. Sambonifacese som spillede i den fjerde bedste række. Der var her han gjorde sin førsteholdsdebut i fodbold. Efter lejeaftalen fik han i september 2011 sin førsteholdsdebut for Hellas Verona.

### Napoli
Jorginho skiftede i januar 2014 til Napoli. Jorginho spillede i sine første 1,5 sæsoner i Napoli hovedsageligt som rotationsspiller, men efter ankomsten af Maurizio Sarri som træner, så fik han sit store gennembrud i en mere defensiv rolle end han havde spillet tidligere.

### Chelsea
Jorginho skiftede i juli 2018 til Chelsea. Transferen skete den samme dag som at træner Maurizio Sarri også blev fremvist som ny mand hos Chelsea. Han havde en god start på sin tid i klubben, og i kun den tredje kampe i Premier League satte han en klubrekord på 158 vellykkede afleveringer i en kamp. Det var også godt nok til den næstbedste afleveringskamp i Premier Leagues historie, kun bag İlkay Gündoğans rekord af 167 fra forrige sæson.
Han spillede i 2020-21 sæsonen en central rolle i at Chelsea vandt Champions League, og han blev efter sæson kåret til årets mandelige spiller i Europa af UEFA. Han blev også i sæsonen tredjeplads i Ballon d'Or afstemningen.

### Arsenal
Jorginho skiftede i januar 2023 til Chelseas lokalrivaler Arsenal.

## Landsholdskarriere
Født i Brasilien, men med italiensk statsborgerskab, Jorginho kunne spille for begge lande. Han gjorde allerede i 2014 det klart at hans fortrukne var det italienske landshold. Han fik sin debut for Italiens landshold den 24. marts 2016.
Han var del af Italiens trup som vandt europamesterskabet i 2020, og blev her inkluderet i turneringens hold.

## Privat
Født i Brasilien, Jorginho fik italiensk statsborgskab gennem sin tipoldefar, som havde immigreret fra Italien til Brasilien.

## Titler
Napoli
- Coppa Italia: 1 (2013-14)
- Supercoppa Italiana: 1 (2014)

Chelsea
- UEFA Champions League: 1 (2020-21)
- UEFA Europa League: 1 (2018-19)
- UEFA Super Cup: 1 (2021)
- FIFA Club World Cup: 1 (2021)

Italien
- Europamesterskabet: 1 (2020)

Individuelle
- UEFA Europa League Sæsonens hold: 1 (2018-19)
- UEFA Champions League Sæsonens hold: 1 (2020-21)
- Europamesterskabet Turneringens hold: 1 (2020)
- UEFA Men's Player of the Year: 1 (2020-21)
- FIFA FIFPro World11: 1 (2021)